# Église protestante de Diemeringen
L'église protestante de Diemeringen est un monument historique situé à Diemeringen, dans le département français du Bas-Rhin.

## Localisation
Ce bâtiment est situé Grand-Rue à Diemeringen.

## Historique
L'édifice fait l'objet d'une inscription au titre des monuments historiques depuis 1985.